# 瓊斯普萊斯 (加利福尼亞州)
瓊斯普萊斯（英語：Jones Place）是位於美國加利福尼亞州埃爾多拉多縣的一個非建制地區。該地的面積和人口皆未知。

## 地理
瓊斯普萊斯的座標為38°50′59″N 120°22′14″W / 38.84972°N 120.37056°W，而該地的平均海拔高度為1500米（即4921英尺）。